# Ana Luisa Peluffo
Ana Luisa de Jesús Quintana Paz Peluffo (Querétaro, 9 d'octubre de 1929), coneguda com a Ana Luisa Peluffo, és una actriu mexicana de l'anomenada Època d'Or del cinema mexicà, amb una àmplia trajectòria al cinema, televisió i teatre. Va ser una de les primeres estrelles que a Mèxic es va atrevir a despullar-se davant de les càmeres.

## Carrera
Va debutar en un paper petit en la pel·lícula estatunidenca de baix pressupost Tarzan and the Mermaids el 1948, últim film dirigit per Robert Florey, amb la fotografia del mexicà Gabriel Figueroa i últim film en el qual l'actor Johnny Weissmuller va interpretar Tarzán.
Al Mèxic va començar una trajectòria de més de 160 pel·lícules amb La venenosa de 1949. El 1955 va filmar La fuerza del deseo, en la qual personificava una model i per la qual se li atribueix el primer nu del cinema mexicà. Després d'aquesta pel·lícula, Ana Luisa només es va dedicar a fer comèdies i melodrames. Després va tornar a les seves arrels en els anys setanta i vuitanta del segle xx en fer diverses escenes de nus. El 1977 va participar enFlores de papel, que va participar al 28è Festival Internacional de Cinema de Berlín.
Per la seva participació en la pel·lícula La Diana cazadora, es va rumorejar que el seu cos va ser usat com a model per a l'estàtua homònima localitzada a la Ciutat de Mèxic, alguna cosa que es va comprovar ser fals.

## Filmografia parcial

### Cinema
- 1948 - Tarzan and the Mermaids
- 1949 - La venenosa
- 1954 - Orquídeas para mi esposa ... Lidia Montes
- 1955 - La fuerza del deseo ... Silvia
- 1955 - El seductor ... Raquel
- 1956 - La ilegítima
- 1956 - Besos prohibidos
- 1956 - La adúltera ... Cecilia
- 1956 - Las esclavas de Cartago ... Esther
- 1957 - Camino del deseo ... Ernestina
- 1957 - La Diana cazadora ... Martha
- 1957 - Camino del mal
- 1957 - La mujer marcada
- 1957 - El aventurero ... Josafina
- 1957 - Pobres millonarios
- 1958 - Socios para la aventura
- 1958 - La venenosa
- 1958 - Ama a tu prójimo
- 1958 - El hombre que logró ser invisible ... Beatriz Cifuentes/Beatrice Forsythe
- 1959 - Dos fantasmas y una muchacha
- 1959 - Las señoritas Vivanco ... Maruja Valverde
- 1959 - El vestido de novia ... Marta
- 1959 - La mujer y la bestia ... Laura Moreno; La Vicky
- 1959 - Sed de amor
- 1959 - Nacida para amar
- 1959 - Lágrimas de amor
- 1960 - Cada quién su vida ... Rosa, la 'Tacón Dorado'
- 1960 - ¡Yo sabía demasiado! ... Ana
- 1960 - El fantasma de la opereta ... Lucy
- 1960 - Conquistador de la luna ... Estelita
- 1961 - Jóvenes y rebeldes
- 1962 - Bajo un mismo rostro ... Susana
- 1963 - La cabeza viviente
- 1967 - Los que nunca amaron
- 1968 - La puerta y la mujer del carnicero ... Elenita (episodi "La puerta")
- 1969 - El crepúsculo de un dios ... Condesa De Negrescu
- 1969 - Siempre hay una primera vez ... Gloria (episodio "Gloria")
- 1971 - Ángeles y Querubines
- 1972 - Triángulo ... Diana Avelar
- 1975 - El valle de los miserables ... Concepción Zamarripa
- 1975 - La venida del Rey Olmos ... Chabela
- 1975 - Contrabando y traicion... Camelia "la texana"
- 1976 - Ya encontraron a Camelia ... Camelia "la texana"
- 1976 - Casta Divina
- 1977 - Furia pasional
- 1977 - El Reventón (filmada en 1975)
- 1977 - Flores de papel
- 1979 - Adriana del Río, actriz
- 1979 - Una rata en la oscuridad
- 1980 - Perro callejero
- 1981 - El vecindario
- 1981 - Perro callejero II
- 1982 - La combi asesina
- 1984 - Pedro Navaja[9]
- 1985 - El hijo de Pedro Navaja
- 1985 - Mi nombre es gatillo
- 1989 - Al margen de la ley ... Julissa
- 1991- Cóndor Blanco
- 1991- Furia de Venganza
- 1992- Dos Cruces en el Ocaso
- 1994- El Hijo de Camelia la Texana
- 1997- Sangre de Rey
- 1998- El Tigre de Michoacán
- 1998- La Venganza del viejo
- 1998 - Taxi asesino
- 2002 - Olvidados
- 2010 - Cartas a Elena

### Telenovel·les
- 1962 - Las momias de Guanajuato
- 1972 - Hermanos Coraje... Mama Ana Coraje
- 1975 - Pobre Clara... Lucía
- 1985 - Juana Iris... Chata
- 1986 - Monte calvario
- 1987 - Pobre señorita Limantour... Arminda Torreblanco
- 1988 - El pecado de Oyuki... Ivette
- 1989 - Lo blanco y lo negro... Odette
- 1993 - Entre la vida y la muerte (telenovel·la)
- 1994 - Marimar... Selva
- 1996 - Lazos de amor... Aurora Campos
- 1996 - Tú y yo... Catalina Vda. de Díaz-Infante
- 1997 - María Isabel... Iris
- 1998 - Soñadoras... Kika
- 1999 - Serafín... Abuela Esther
- 2000 - Carita de ángel... Aída Medrano Vda. de Romero
- 2005 - Contra viento y marea... Bibi de la Macorra

### Sèries de televisió
- 2010 -  Mujeres asesinas 3
- 2014 - El mariachi (2014) - Episodi: "El Crimen".

### Teatre
- Despedida de soltera
- Me enamoré de una bruja amb: Sergio Goyri i Olivia Collins
- Butterflies are free amb: Miguel Garza i María Rebeca